# مدرسة إسلامية

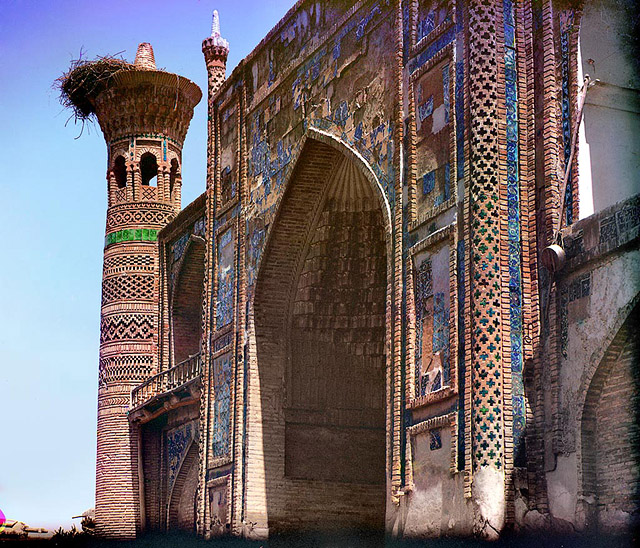
مدرسة ألغ بك بسمرقند، ق. 1912

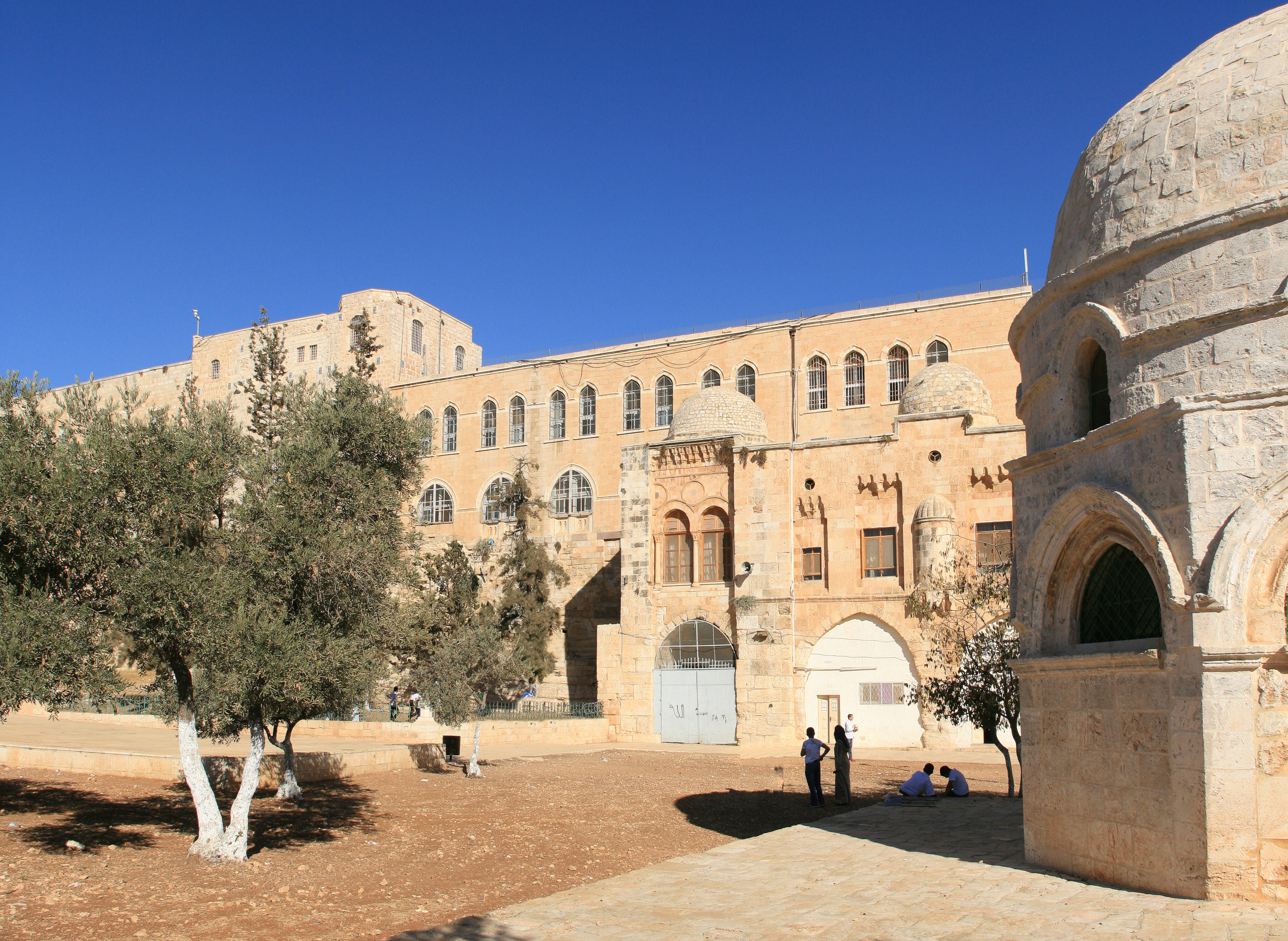
المدرسة الأسعردية بالقدس

مدرسة (ج مدارس) كلمة قد تشير إلى أي من:
- مدرسة فكرية .
- مدرسة قرآنية .
- مدرسة علوم إسلامية .
- مدرسة دينية
- مدرسة خاصة

واستخدامات أخرى تجدها في صفحة التوضيح.

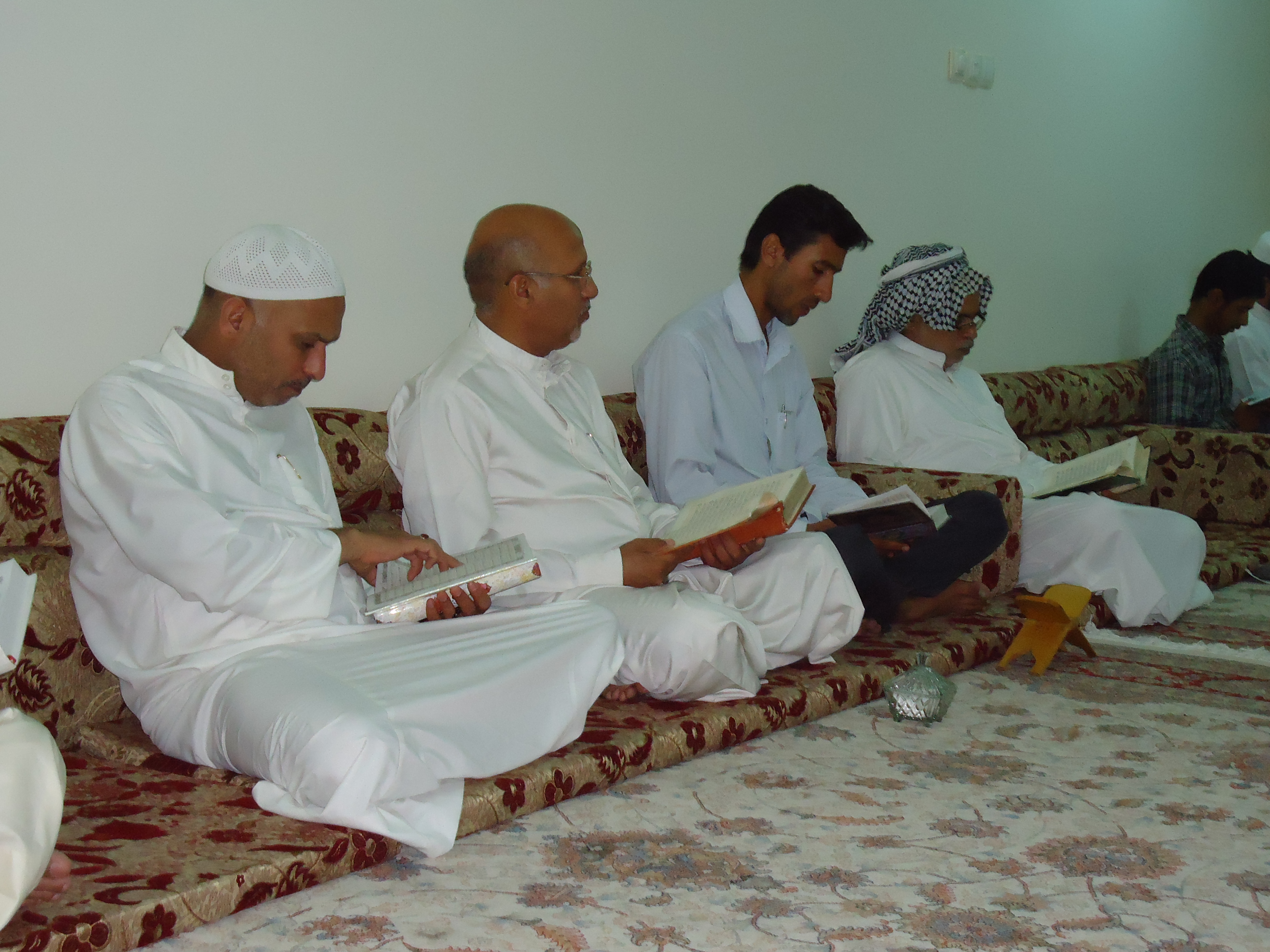
تلاوة القرآن في الأحواز.

## تأصيل

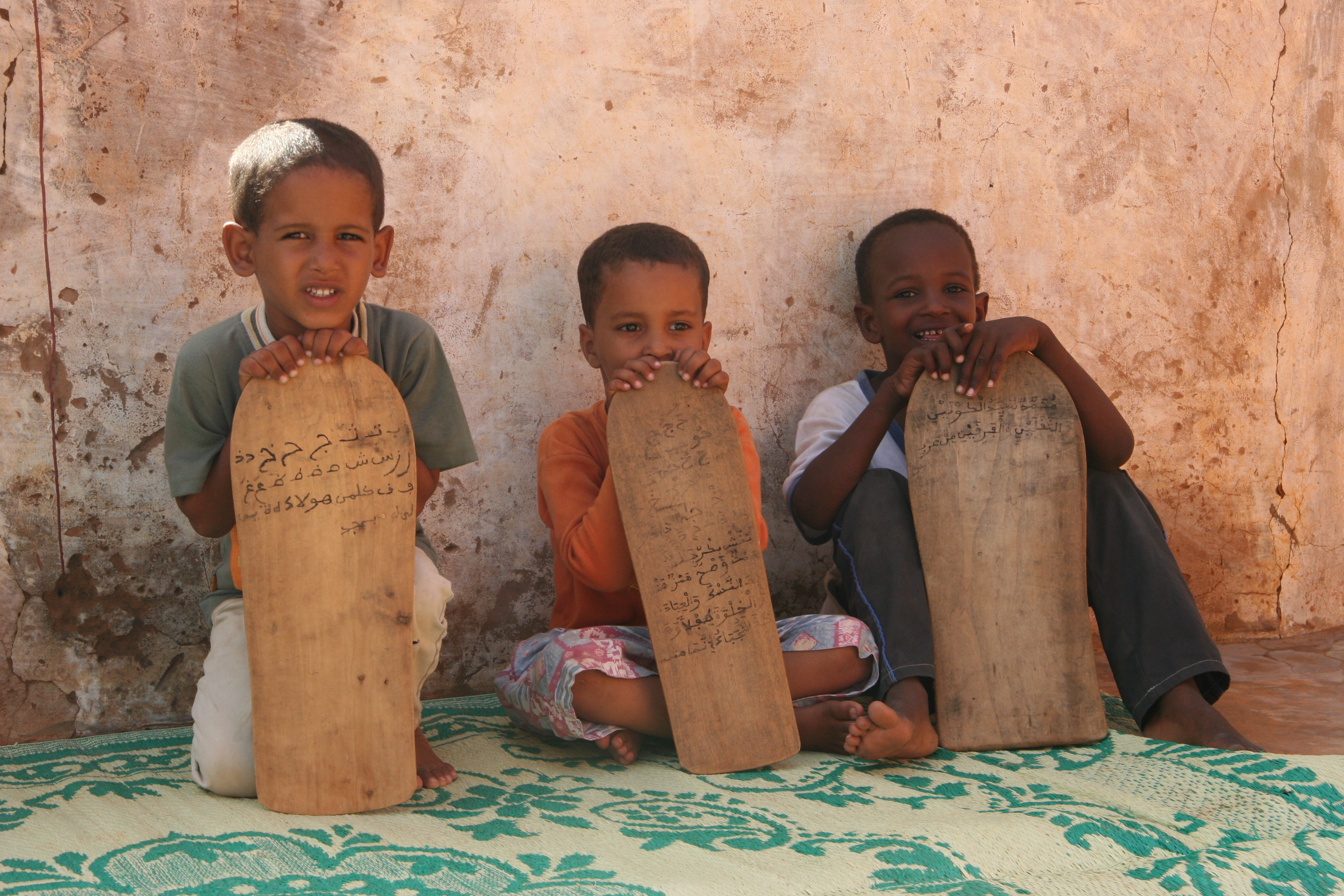
تعليم محظري في موريتانيا. يتعلّم الشباب القرآن الكريم على الالواح الخشبية.

الكلمة مدرسة هي مشتقّة من جذر ثلاثي درس، المتعلق بالتعلم أو التعليم —كما يسمى بيت تدريس التوراة مِدْراسا— على وزن مفعالا

## تاريخ المدارس المبكر
لم تكن المدارس موجودة في البداية المبكرة للإسلام. أول مدرسة في الإسلام هي مدرسة دار الأرقم بن أبي الأرقم في مكة حيث كان الرسول ﷺ يجلس في دار الأرقم ويجتمع المسلمون حوله ليعلمهم ويزكيهم.
كان المسلمون إذا أرادوا تعليم أبنائهم أرسلوهم إلى الكتاتيب لتعلم القراءة والكتابة أو إلى المساجد ليحضروا ما بها من حلقات علمية ودينية أو إلى بيوت العلماء لتلقي العلم عنهم.

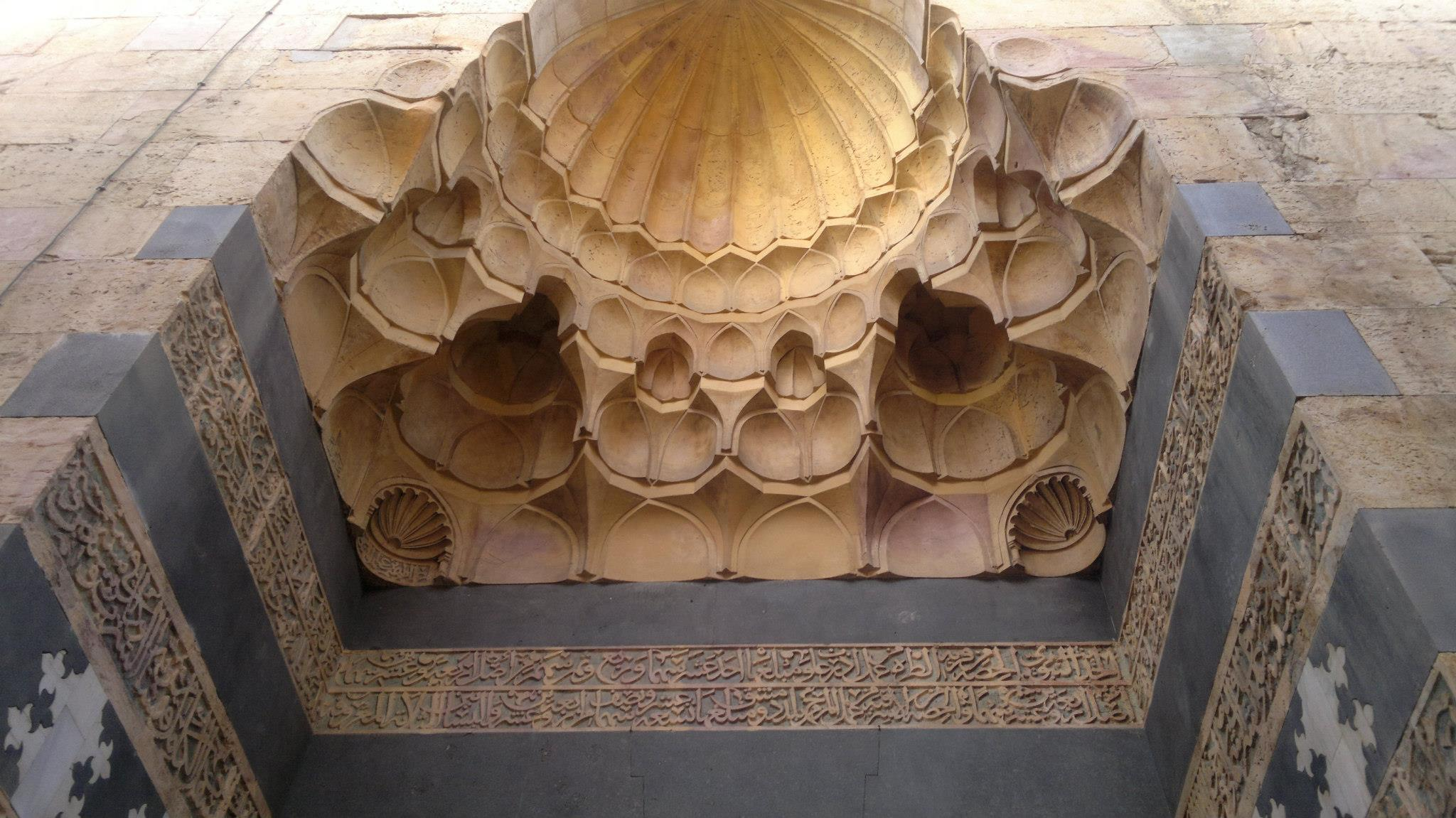
المكتبة الظاهرية بدمشق

## التعليم فيالكتاتيب

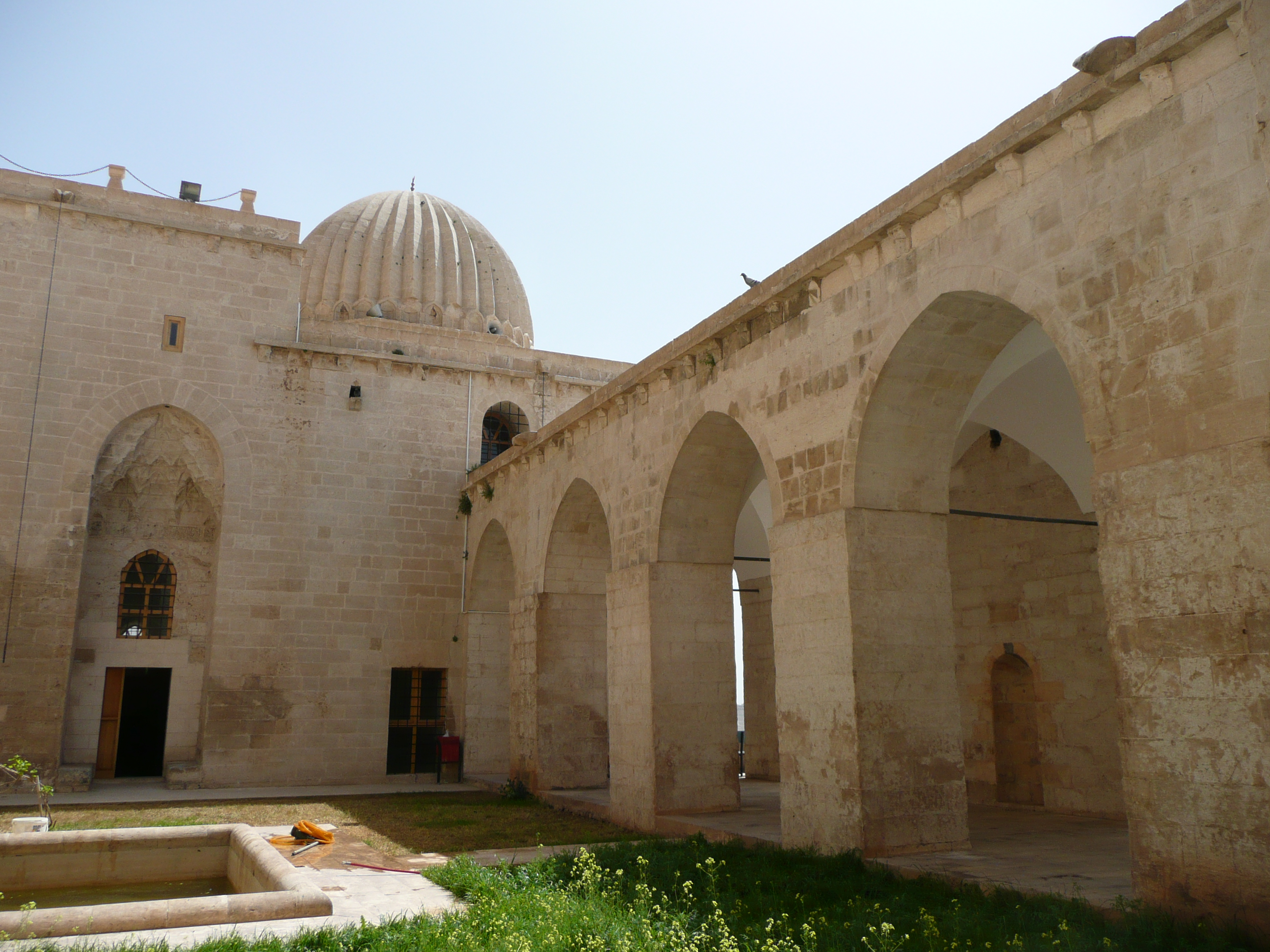
مدرسة نجم الدين عيسى بمدينة ماردين جنوب شرق الأناضول

كانت الكتاتيب قبل الإسلام لتعليم القراءة والكتابة وبعد الإسلام زيد عليهما تحفيظ الأطفال القرآن الكريم وتعليمهم الدين الإسلامي والخط والحساب ومبادئ اللغة فالكتاتيب هي المعاهد الأولى التي كان يتعلم فيها المبتدئون القرآن الكريم والقراءة والكتابة ومبادئ الدين واللغة والحساب والخط.
و كانت العناية بتعليم الخط كبيرة لأنه فن من الفنون الجميلة وكان له معلم يختص بتعليمه ولا يشتغل بغيره وقد استخدم الرسول ﷺ المسلمين الذين يستطيعون الكتابة والقراءة في كتابة ما كان يمليه عليهم من الآيات القرآنية والأحاديث النبوية وكان عددهم قليلا فأضطر الرسول إلى أن يستعين بغير المسلمين من اليهود والمسيحيين في تعليم المسلمين الراغبين في التعلم القراءة والكتابة.
و في غزوة بدر كان رسول الله ﷺ يكلف الأسرى الذين يعرفون القراءة والكتابة من أهل مكة ممن لم يعتنقوا الدين الإسلامي أن يفتدوا أنفسهم بتعليم عشرة من أبناء المسلمين.
و بعد معرفة الفراءة والكتابة كان التلاميذ يقرءون القرآن الكريم ويكتبون كل يوم قدرا منه في ألواحهم ويحفظون ما يكتبون وبهذه الوسيلة كانوا يدربون على القراءة ويتعلمونها ويحفظون القرآن ويحسنون خطهم.
و في العهد الإسلامي وجد المتعلمون الذين يحسنون الخط تشجيعا كثيرا وعينوا في بعض المناصب والوظائف ودونوا الأحاديث النبوية ونقلوا الكتب التي يطلبها منهم الخلفاء.
كان المعلم يخصص حجرة من منزله ويجعلها كتابا لتعليم الأطفال الراغبين في التعلم ومعنى هذا أن الكتاب في الغالب كان حجرة واحدة أو أكثر في النادر وكان كبيرا فسيحا جدا قد يتسع لآلاف التلاميذ.
و قد ازداد عدد الكتاتيب وعدد المعلمين في القرن الثاني الهجري والقرون التي بعده حتى صار في كل قرية كتاب أو أكثر وقد أسهم كثير من المسلمين في إنشاء الكتتيب لتعليم الأطفال وتنافسوا في بنائها تقربا إلى الله ونشر التعليم بين الأغنياء والفقراء على السواء وكانت الكتاتيب تلحق بالمساجد حينا وتبعد عنها أحيانا وكان بعض المعلمين يقومون بالتعليم بدون أجر ابتغاء مرضاة الله وبعضهم يقبلون أجرا زهيدا حتى يحصلوا على الضروريات في الحياة.

## التعليم في المساجد
في العصر الإسلامي الأول كان الصغار يجلسون في حلقات للتعلم وممن تعلموا في المسجد علي بن أبي طالب وعبد الله بن عباس وقد اتخذ المسلمون المسجد بيتا لعبادة الله والتقرب إليه ومعهدا للثقافة الإسلامية والتربية الدينية تدرس فيه قواعد الإسلام وأحكام الدين وأول مسجد بني في الإسلام هو مسجد قباء وكانت تعقد فيه حلقات دينية وحينما دخل الرسول  المدينة المنورة بنى المسجد النبوي ليشجع المهاجرين والأنصار على النشاط والسرعة في العمل وكان من عادة النبي  أن يجلس في مسجده بالمدينة ليعلم أصحابه دينهم ودنياهم وبانتشار الإسلام انتشرت المساجد في البلاد الإسلامية ولما كان الأطفال يتحفظون من النجاسة فقد وصى كثيرون ألا يكون التعليم في المسجد وحينما منع المعلمون من التعليم في المساجد اتخذوا لهم زوايا متصلة بالمساجد أو حجرا في بيوتهم لتعليم الأطفال محافظةً على المساجد التي جعلت لتعليم الكبار من طلبة التعليم الديني والعربي والثانوي والعالي بدون أجر مع منحهم بعض المنح المالية والعطايا لمساعدتهم على الاستمرار في طلب العلم.
و قد بين المقريزي في خططه عن ثماني حلقات كانت تدرس فيها العلوم المختلفة في مسجد عمرو بن العاص منها حلقة الإمام الشافعي وقد نسبت إليه لأن الشافعي قام بالتدريس فيها سنة 182 هجرية والزاوية الصاحبية وقد أعدها الصاحب محمد بن فخر الدين وعين لها اثنين من المدرسين أحدهما شافعي لتدريس الفقة على مذهب الإمام الشافعي والآخر مالكي لتدريس الفقه على مذهب الإمام مالك.
و من المساجد التي اشتهرت بالتدريس فيها مسجد أحمد بن طولون وقد اكتمل بناؤه سنة 256 هجرية وقام الفقهاء بالتعليم فيه بالإضافة إلى الجامع الأزهر الذي انشأه جوهر الصقلي في عهد المعز لدين الله الفاطمي وقد اكتمل بنائه سنة 361 هجرية وفي سنة 761 هجرية أنشأ بالأزهر مكتب لتحفيظ اليتامى من المسلمين القرآن الكريم ونظمت فيه دروس للفقهاء من الحنفية وكان الأزهر عامرا بتلاوة القرآن الكريم وتلقينه ودراسته والاشتغال بالتفسير والحديث وعلوم الفقه والنحو والبلاغة.
و قد كانت حلقات العلم تقام بجامع المنصور وقد شيده أبو جعفر المنصور والمسجد الأموي الذي شيده الوليد بن عبد الملك.

## عمارة
هي نوع من المباني الدينية، جزء من الحضارة الإسلامية مذ فترة طويلة. أصبحت المدرسة واحدة من أكثر المؤسسات النمطية للعالم الإسلامي.
كان عصر المأمون أزهى العصور في تاريخ النهضة العلمية والأدبية والدينية في الإمبراطورية الإسلامية فقد كان المأمون نفسه عالما من كبار العلماء وفي عصر المأمون ارتقت العلوم الدينية واللسانية وكانت قصور الخلفاء والأمراء تقوم مقام الجامعات في عصرنا الحاضر.
و في القصور المصرية بدأت المنتديات الأدبية منذ ظهرت الدولة الطولونية وكانت الدروس تلقى قصور الأمراء والوزراء وفي بيوت العلماء.